# Syllepte lagoalis
Syllepte lagoalis là một loài bướm đêm trong họ Crambidae.